# Stargirl (film)
Cet article concerne le film du studio Disney. Pour la série télévisée de super-héros, voir Stargirl (série télévisée).
Série Stargirl
Hollywood Stargirl
(2022)
Pour plus de détails, voir Fiche technique et Distribution.
Stargirl est un drame musical américain réalisé et co-écrit par Julia Hart et sorti en 2020 sur le service Disney+.
Adaptation du roman du même titre de l'auteur américain Jerry Spinelli, il marque également les débuts d'actrice de Grace VanderWaal, l'auteure-compositrice-interprète ayant remporté la onzième saison de l'émission America's Got Talent.
Une suite, intitulée Hollywood Stargirl, est sortie en 2022

## Synopsis
Quand il était enfant, Leo Borlock a perdu son père. Pour lui rendre hommage, il décide de porter sa cravate préférée chaque jour. Mais en arrivant dans une nouvelle ville complètement banale, Leo et sa cravate très colorée attirent l'attention. À la suite d'une agression, Leo décide de ranger la cravate de son père et de se fondre dans la masse. Néanmoins, depuis cet événement, il reçoit une nouvelle cravate devant sa porte à chacun de ses anniversaires, ce qui lui permet de garder le sourire.
Maintenant âgé de 16 ans, Leo est devenu un élève discret. Il est membre de la fanfare du lycée et aide son meilleur ami, Kevin, à réaliser sa petite émission diffusée dans le lycée. Mais sa vision du monde et de lui-même vont radicalement changer quand il va rencontrer Stargirl, une nouvelle lycéenne avec sa propre personnalité et un style unique.

## Fiche technique
Sauf indication contraire, les informations mentionnées dans cette section peuvent être confirmées par la base de données cinématographiques IMDb,  présente dans la section « Liens externes ».
- Titre original : Stargirl
- Réalisation : Julia Hart
- Scénario : Kristin Hahn (en), Julia Hart et Jordan Horowitz (en), d'après le roman de Jerry Spinelli
- Direction artistique : Ian Scroggins
- Décors : Gae S. Buckley
- Costumes : Natalie O'Brien
- Photographie : Bryce Fortner
- Montage : Shayar Bhansali et Tracey Wadmore-Smith
- Musique : Rob Simonsen
- Production : Ellen Goldsmith-Vein, Kristin Hahn et Lee Stollman
- Producteurs délégués : Eddie Gamarra, Catherine Hardwicke, Jordan Horowitz, Jonathan Levin, Jim Powers et Jerry Spinelli
- Sociétés de production : Walt Disney Pictures, Gotham Group et Hahnscape Entertainment
- Société de distribution : Disney+ (streaming) / Walt Disney Studios Motion Pictures (globale)
- Pays d'origine :  États-Unis
- Langues originales : anglais
- Format : couleur - 2.05 : 1 - son Dolby Digital
- Genre : Drame musical
- Durée : 107 minutes
- Dates de sortie sur Disney+ : 
  -  États-Unis /  Canada : 13 mars 2020
  -  Suisse romande : 24 mars 2020
  -  France : 7 avril 2020
  -  Belgique : 15 septembre 2020

## Distribution

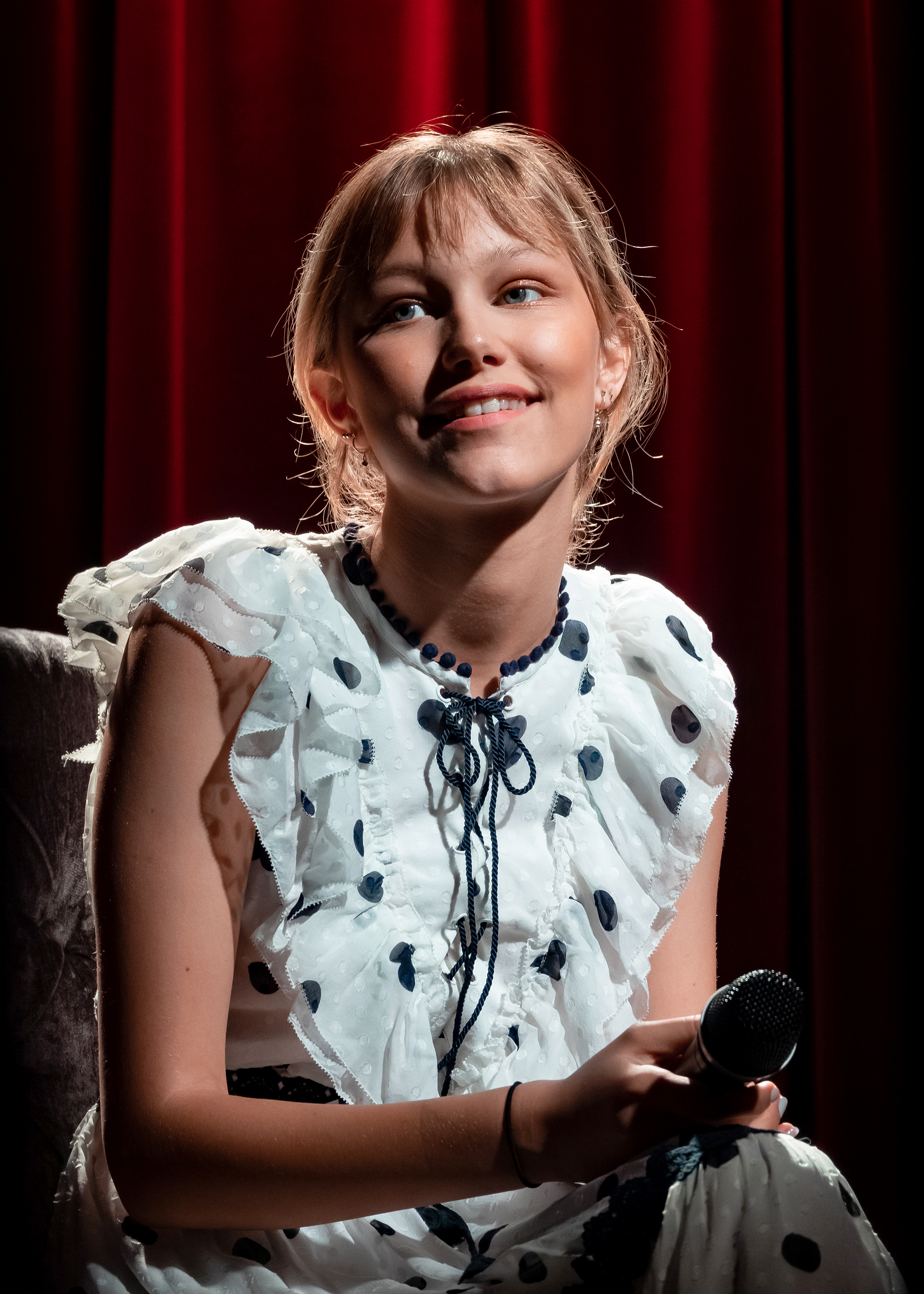
Le film marque les débuts de Grace VanderWaal en tant qu'actrice.

- Grace VanderWaal (VF : Alice Orsat) : Susan « Stargirl » Caraway
- Graham Verchere (en) (VF : Gabriel Bismuth-Bienaimé) : Leo Borlock
  - Enzo Charles de Angelis : Leo à 8 ans
- Giancarlo Esposito (VF : Serge Faliu) : Archie Brubaker
- Karan Brar (VF : Gauthier Battoue) : Kevin Singh
  - Atharva Varma : Kevin à 8 ans
- Darby Stanchfield (VF : Claire Guyot) : Gloria Borlock
- Maximiliano Hernández (VF : Thibaut Lacour) : Mr. Robineau
- Annacheska Brown (VF : Camille Timmerman) : Tess Reid
- Collin Blackford : Benny Burrito
- Allison Wentworth : Dori Dilson
- Juliocesar Chavez : Alan Ferko
- Artemis : Mallory Franklin
- Julia Flores : Summer
- Gabriella Surodjawan : Kim
- Shelby Simmons (VF : Aurélie Konaté) : Hillary Kimble
- John Apolinar : Wayne Parnell
- Alex James : Zack James
- Lucinda Marker : la principale Sutters
- Sara Arrington (VF : Candice Lartigue) : Ana Carraway
- Damian O'Hare : Mr. Borlock

Source et légende : version française (VF) via le carton de doublage en fin de film sur Disney+.

## Développement

### Production
En juillet 2015, Walt Disney Pictures obtient les droits d'adaptation du roman Stargirl de Jerry Spinelli et engage Catherine Hardwicke pour réaliser le film. Kristin Hahn signe également pour écrire le script et produire le film. Par la suite, le projet ne fait plus parler de lui.
Néanmoins, en février 2018, le studio annonce qu'une nouvelle version du script est en cours de développement et que Julia Hart remplacerait Hardwicke à la réalisation. Le studio dévoile également que le film ne sera pas diffusé au cinéma mais sur son futur service de streaming, Disney+.
Le mois suivant, la production confirme que le script de Hahn sera finalement utilisé. En juin 2018, Hahn confirme avoir terminé le script avec l'aide de son mari, Jordan Horowitz, et de la réalisatrice.

### Distribution des rôles
Lors de l'annonce du projet en 2015, Walt Disney Pictures signe les acteurs Joey King et Charlie Plummer pour les rôles de Stargirl et Leo. Néanmoins, quand le studio recommence à communiquer sur le film en 2018, les deux acteurs ne sont plus liés au projet.
En juin 2018, la chanteuse Grace VanderWaal signe pour le rôle de Stargirl, marquant sa première production en tant qu'actrice. En août 2018, Graham Verchere signe pour le rôle de Leo.
En septembre 2018, le reste de la distribution est dévoilée : Giancarlo Esposito, Karan Brar, Darby Stanchfield et Maximiliano Hernández.

### Tournage
Le tournage du film a débuté en septembre 2018 au Nouveau-Mexique et s'est terminé en novembre de la même année. La ville d'Albuquerque et la station thermal de Truth or Consequences ont notamment servi de décors au film.

### Musiques
La musique ainsi que les chansons du films sont composées par Rob Simonsen.
Singles
1. Today and Tomorrow
Sortie : 6 mars 2020

Liste des titres
| No  | Titre                                 | Artiste(s)                          | Durée |
| --- | ------------------------------------- | ----------------------------------- | ----- |
| 1.  | Leo                                   | Rob Simonsen                        | 5:02  |
| 2.  | Cake for One                          | Rob Simonsen                        | 0:59  |
| 3.  | Be True to Your School - Acoustic     | Grace VanderWaal                    | 1:53  |
| 4.  | Cinnamon                              | Rob Simonsen                        | 3:23  |
| 5.  | We Got the Beat                       | Grace VanderWaal                    | 1:30  |
| 6.  | Mudfrogs                              | Rob Simonsen                        | 1:40  |
| 7.  | Thirteen                              | Big Star                            | 2:34  |
| 8.  | Mica Fight Song                       | Mudfrog Marching Band               | 1:25  |
| 9.  | Be True to Your School                | Grace VanderWaal                    | 2:16  |
| 10. | Thirteen                              | Grace VanderWaal et Graham Verchere | 2:09  |
| 11. | I Like Who I Am                       | Rob Simonsen                        | 1:59  |
| 12. | Have You Ever Seen a Flower Grow      | Rob Simonsen                        | 1:33  |
| 13. | This Kid, Lying in the Middle         | Rob Simonsen                        | 1:28  |
| 14. | Jus What I Needed                     | Graham Verchere                     | 3:44  |
| 15. | Susan Caraway                         | Rob Simonsen                        | 3:18  |
| 16. | Stargirl                              | Rob Simonsen                        | 4:19  |
| 17. | Give Me Love (Give Me Peace on Earth) | Grace VanderWaal                    | 3:32  |
| 18. | Today and Tomorrow                    | Grace VanderWaal                    | 4:28  |
| 19. | Thirteen - Bonus                      | Grace VanderWaal                    | 2:49  |

## Accueil

### Critiques
Lors de sa sortie aux États-Unis, le film reçoit un accueil généralement positif de la critique. Sur le site agrégateur de critiques Rotten Tomatoes, il obtient un score de 75 % de critiques positives, avec une note moyenne de 6,66/10 sur la base de 18 critiques positives et 6 négatives.
Le consensus critiques établi par le site résume que « l'histoire positive de Stargirl est un récit initiatique familier mais qui reste agréable à regarder grâce aux performances assurées des acteurs, son sujet sérieux et ses chansons ».
Sur Metacritic, le film reçoit également un accueil positif avec un score de 62/100 sur la base de 9 critiques collectées.